# أنتوني سميث (لاعب كرة قدم أمريكية)
أنتوني سميث (بالإنجليزية: Anthony Smith) هو لاعب كرة قدم أمريكية أمريكي، ولد في 28 يونيو 1967 في إليزابيث سيتي في الولايات المتحدة.

## وصلات خارجية
- أنتوني سميث على موقع مرجع كرة القدم المحترفة.كوم (الإنجليزية)
- أنتوني سميث على موقع IMDb (الإنجليزية)